# کوروش همه‌خانی
کوروش همه‌خانی، (زاده ۸ فروردین ۱۳۴۱ در کرمانشاه)، شاعر معاصر و از چهره‌های شعر نوفارسی در دو دهه اخیر است. وی با نشریات ادبی مانند مجلهٔ چیستا، دنیای سخن، آدینه، فردا، فرجاد، عصر پنج شنبه، و در خارج از ایران با مجلات آرش سیمرغ، بررسی کتاب، کاکتوس، آفتاب، قلم، انوس و… همکاری کرده و از شاگردان و تاثیرپذیرفتگان احمد شاملو و محمد حقوقی می‌باشد. همه‌خانی عضو کانون نویسندگان ایران و از امضاکنندگان متن ۱۳۴ نویسنده (ما نویسنده‌ایم) است.

## آثار
- ه‍م‍ه‍. خ‍ان‍ی، ک‍ورش، س‍ک‍وت ب‍ا ن‍گ‍اه ش‍م‍ا ف‍رو م‍ی‌ری‍زد (م‍ج‍م‍وع‍ه‍. ش‍ع‍ر)، ت‍ه‍ران: ن‍ش‍ر ق‍طره، ۱۳۷۳.
- ه‍م‍ه‍. خ‍ان‍ی، ک‍ورش، مادر، تهران: نشر افست گرافیک، ۱۳۸۶.
- ه‍م‍ه‍. خ‍ان‍ی، ک‍ورش، ورقم بزن: (اشعار مدرنیست)، تهران: چشمه، ۱۳۸۹.
- ه‍م‍ه‍. خ‍ان‍ی، ک‍ورش، ب‍ا او ک‍ن‍ار آم‍دم: م‍ج‍م‍وع‍ه‍. ش‍ع‍ر، ت‍ه‍ران: ن‍گ‍ار و ن‍ی‍م‍ا (ن‍گ‍ی‍م‍ا)، ۱۳۸۲.
- ه‍م‍ه‍. خ‍ان‍ی، ک‍وروش، ب‍اران ب‍ا ع‍لام‍ت ت‍ع‍ج‍ب! گ‍زی‍دهٔ اش‍ع‍ار، ک‍رم‍ان‍ش‍اه: چ‍ش‍م‍ه ه‍ن‍ر و دان‍ش، ۱۳۸۱.
- ه‍م‍ه‍. خ‍ان‍ی، ک‍وروش، قناری از پلک‌های‌ات می‌ریزد، سوئد.
- ه‍م‍ه‍. خ‍ان‍ی، ک‍وروش، دهان‌ام پنجرهٔ دنیاست، سوئد.